# Озерний (Світлинський район)
Озе́рний (рос. Озёрный) — селище у складі Світлинського району Оренбурзької області, Росія.

## Населення
Населення — 625 осіб (2010; 994 у 2002).
Національний склад (станом на 2002 рік):
- росіяни — 49 %
- казахи — 33 %